# Klick-Klack-Kugeln

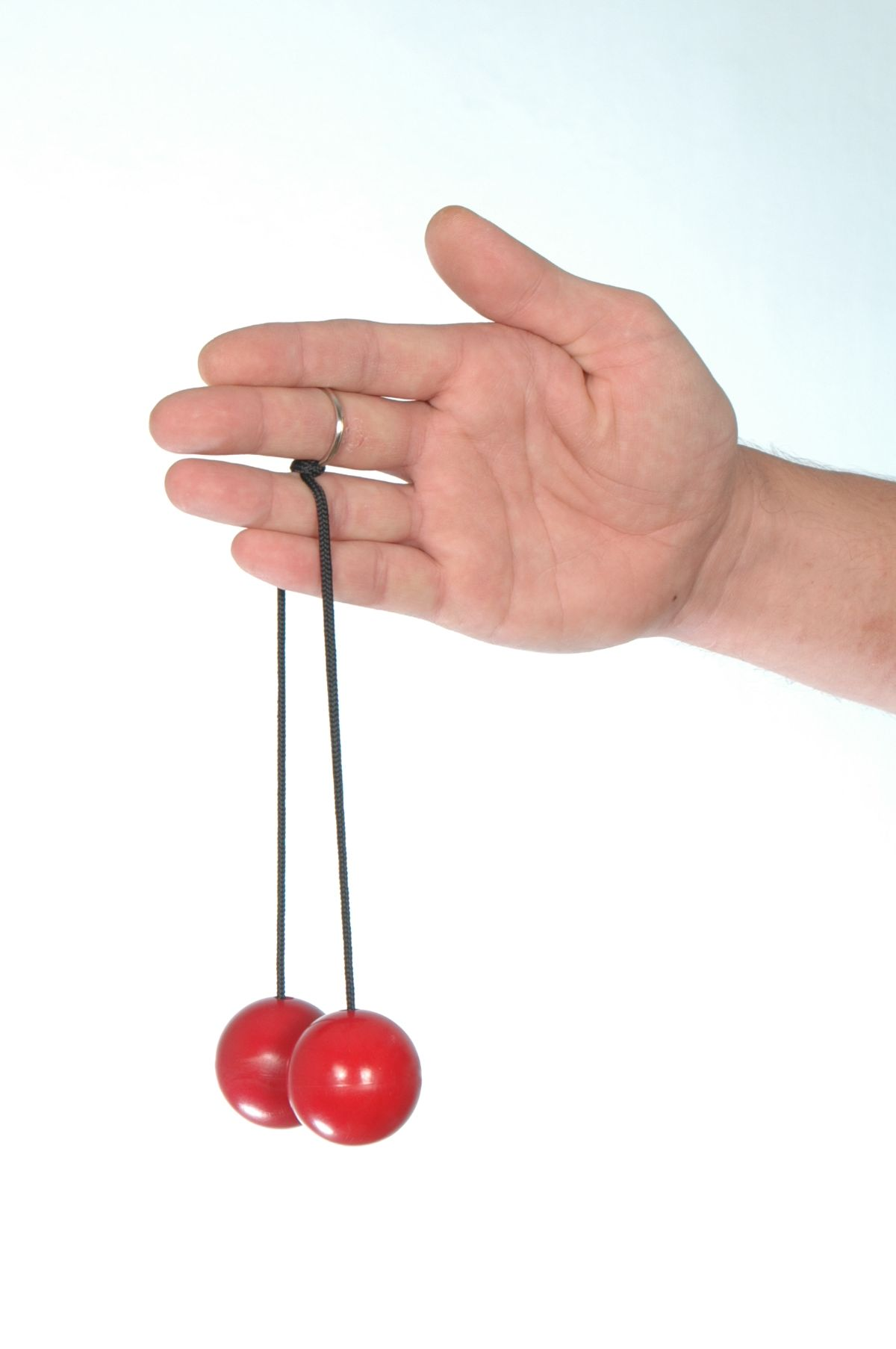
Klick-Klack-Kugeln mit Schnur und Ring am Finger
(Ausgangsstellung)

Klick-Klack-Kugeln ist die Bezeichnung für ein Spielgerät, das in den 1970er Jahren bei Kindern und Jugendlichen beliebt war. Die Verbreitung war so groß, dass das Spiel – vordergründig – wegen der Verletzungsgefahr an Schulen verboten wurde. Hauptgrund war jedoch der Lärm, den dieses Spielzeug verbreitete.

## Herkunft
Der aus Hamburg-Eimsbüttel stammende damalige Hamburger CDU-Bürgerschaftsabgeordnete und Kaufmann Hansjoachim Prahl beobachtete in Afrika, wie Kinder mit zwei durch eine Schnur verbundenen Avocadokernen Geschicklichkeitsspiele durchführten. Er ersetzte die Kerne durch Kunststoffkugeln, fügte der Schnur noch den Ring hinzu und ließ sich das Ganze in Deutschland patentrechtlich schützen. Laut Eigenangaben wurden weltweit ca. 10 Millionen Exemplare exportiert und 1 Million in Deutschland verkauft (Stand August 1971). Verkauft wurden die Spiele zwischen 1,95 Mark und drei Mark bei einem Lieferpreis von 98 Pfennig und Herstellungskosten von weniger als 10 Pfennig.

## Spielgerät
Das Spielgerät besteht aus zwei gleich großen Kugeln aus Kunststoff à 40 Gramm von 40 mm Durchmesser, die über eine mittig verknotete Schnur an einem daumengroßen Ring befestigt sind.

## Spielbeschreibung
Aufgabe des Geschicklichkeitsspiels ist es, die Kugeln zuerst durch gleichmäßige Auf- und Abbewegungen in eine Pendelbewegung zu versetzen, wobei das Spielgerät an dem Ring festgehalten wird und die Kugeln rhythmisch aneinander stoßen. Ist eine gleichmäßige Pendelbewegung erreicht, kann der Spieler durch noch stärkere, plötzliche, ruckartige Auf- und Abbewegungen bewirken, dass die Kugeln unter- und oberhalb der bewegten Hand aneinander stoßen. In diesem Spielstadium gilt es, unter Beibehaltung eines gleichmäßigen Bewegungsrhythmus möglichst lange zu verweilen, was von lauten Klick-Klack-Geräuschen begleitet wird.

## Ähnliche Objekte

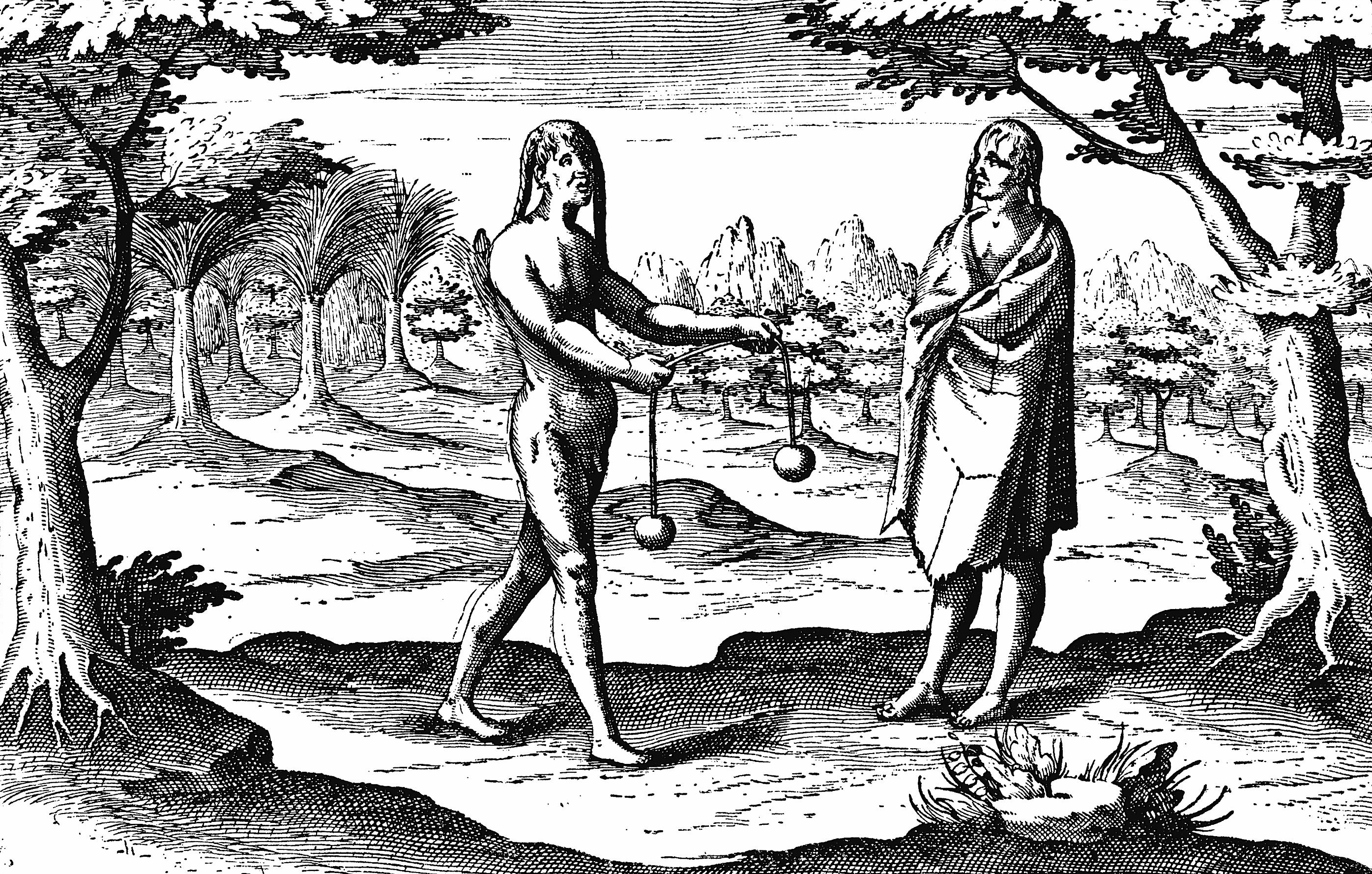
Historische Darstellung aus Uruguay von Indianern am Río de la Plata (Hendrick Ottsen, 1603)

- Eine Darstellung von zwei Kugeln an einer Schnur findet sich in Südamerika bereits um 1603.
- Eine Bola wird beim Tierfang benutzt. Sie besteht aus drei mit Schnüren verbundenen Kugeln, die rotierend geworfen werden.
- Als Suruchin (Seil mit zwei Gewichten an den Enden) ist eine Schlag- und Wurfwaffe aus Okinawa/Japan bekannt.
- Das in den USA verbreitete und dort als Ladder toss bezeichnete Spiel findet in Deutschland als „Leitergolf“ weitere Anhänger.[4] Zwei Kugeln, die ebenfalls mit einer Schnur verbunden sind, werden im Abstand von fünf Metern auf ein dreisprossiges Leitergestell geworfen. Ziel des Spieles ist es, mit drei Würfen die gekoppelten Kugeln jeweils auf einer Sprosse „abzulegen“, möglichst auf der obersten Sprosse. Durch die Schnur wickeln sich die rotierend fliegenden Kugeln mit etwas Glück um eine Sprosse und bleiben dort hängen.
- Das Kugelstoßpendel ist ein physikalischer Aufbau zur Veranschaulichung des elastischen Stoßes. Es wird auch als Dekorationsobjekt genutzt und umgangssprachlich gelegentlich Klick-Klack genannt.

## Trivia
Der spanische Ausdruck für Klick-Klack-Kugeln, Tiki-Taka, dient auch als Bezeichnung für einen Spielstil im Fußball, bei dem die angreifende Mannschaft durch kontrolliertes Kurzpassspiel über wechselnde Stationen einen hohen Ballbesitzanteil erreicht.